# Ligne 55 (Infrabel)
La ligne 55 est une ligne de chemin de fer belgo-hollandaise qui reliant Gand au port de Terneuzen. Concédée à la Compagnie du chemin de fer de Gand à Terneuzen, qui l'exploitera jusqu'en 1930, elle est uniquement utilisée pour les marchandises depuis les années 1960. Elle est parallèle au canal Gand-Terneuzen qui empiète sur une partie de son tracé d’origine.

## Historique

### Genèse
Le canal de Gand à Terneuzen est ouvert à la navigation en 1827, alors que la Belgique fait partie du royaume uni des Pays-Bas. Remis en service dix ans après la révolution belge, il se montre toutefois insuffisant pour satisfaire les besoins de l'industrie florissante de la ville de Gand qui recherche une voie d'accès à la mer plus directe que l'Escaut, sur lequel les Pays-Bas imposeront un péage aux navires de commerce en provenance et à destination de la Belgique jusqu'à ce que l'État belge ne « rachète » ce péage en 1863, rendant à Anvers sa prospérité.
La loi du 12 août 1862, entérinant une convention passée le 22 mai de la même année, autorise la concession d'un chemin de fer de Gand à la frontière des Pays-Bas en direction de Terneuzen. Faute de preneur, l'adjudication de la concession doit être prorogée à quatre reprises jusqu'à ce que la convention du 22 mai 1862 (arrêté royal du 26 avril 1864) attribue au dénommé J. Deschamps la concession du chemin de fer de Gand à Terneuzen. Les gouvernements belges et néerlandais ont passé une convention le même mois pour autoriser le prolongement du chemin de fer sur le territoire des Pays-Bas.
La Société du chemin de fer de Gand à Terneuzen, domiciliée à Gand, est formellement constituée le 21 avril 1865. Elle a pour objet la construction d'un chemin de fer se détachant de la ligne de Gand à Eecloo en gare de Wondelgem, passant par Kluizen, Ertvelde, Wondelgem et Zelzate. Le point de franchissement de la frontière n'est pas encore choisi en 1864.
La Société d'exploitation de chemins de fer, future SGE, passe une convention le 21 juin 1864 avec la Société du Gand-Terneuzen qui la décharge du besoin d'exploiter le futur chemin de fer. En l’échange, la société d’exploitation versera une rente fixée à 175 000 francs belges durant les sept premières années et devant s'accroître au cours du temps.

### Mise en service
La section de Wondelgem à Zelzate est mise en service le 20 décembre 1865. La ligne est exploitée seulement en trafic marchandises jusqu'au 1er janvier 1866. Elle est alors reliée au reste du réseau belge au moyen d'un raccordement, à même la chaussée, entre les gares de Gand-Eecloo et Gand-Sud.
La voie d'origine est réalisée en rails Vignole de 34 kg/m en fer longs de 6 m et reposant sur des traverses en chêne têtard non-écorcé. La compagnie ne possède sur ses fonds propres que deux locomotives-tender à deux essieux moteurs qui ont dû servir à la construction de la ligne.
La création de la Société générale d'exploitation de chemins de fer en 1867 donne davantage de pouvoir aux exploitants, qui donnent à la Société des Bassins Houillers la mission de construire les nombreuses lignes privées qui ont passé un accord avec la SGE. Cette dernière redistribue le matériel des chemins de fer concédés et passe de nombreuses commandes de matériel ferroviaire, en particulier auprès des Ateliers métallurgiques qui ont le même actionnaire majoritaire : l'homme d'affaires belges Simon Philippart qui s'est constitué un véritable empire ferroviaire en Belgique et en France.
Les Bassins houillers livrent à l'exploitation la section transfrontalière de Zelzate à Terneuzen le 1er avril 1869,.

### Nœuds ferroviaires de Zelzate et Terneuzen
La perspective d’offrir un accès aux ports de Terneuzen, ou Breskens, ainsi que le besoin de desservir les communes proches de la frontière poussent à la création de trois sociétés de chemin de fer : la Compagnie du chemin de fer de Malines à Terneuzen, la Compagnie du chemin de fer de Lokeren à la frontière des Pays-Bas et la Compagnie du chemin de fer d'Eecloo à Anvers. Mis à part la première, ces deux réseaux doivent passer par Zelzate et se sont affiliés en 1867 à la SGE.
La section de Lokeren à Zelzate est mise en service le 5 mai 1867. Elle comporte un pont sur le premier canal Gand-Terneuzen qui devra être remplacé en 1877 puis 1910 afin d'élargir le canal. Une courte section vers la gare d'Assenede prolonge la ligne de Lokeren en 1869 et constitue une première étape du chemin de fer vers Eeklo.
Les Bassins houillers réalisent encore la ligne d'Eeklo à Assenede le 15 avril 1871 et une partie du prolongement en direction d'Anvers le 15 octobre 1873. Cette ligne n'ira cependant jamais jusqu'à Anvers-Rive-Gauche, se terminant par un raccordement avec le chemin de fer de Malines à Terneuzen en gare de Saint-Gilles-Waes. La SGE est en effet dans une situation financière de plus en plus précaire.
Dès 1870, l’État belge a démantèle une grande partie la SGE en rachetant à prix d'or 601 km de lignes, construites ou projetées, et charge les Bassins Houillers de réaliser les lignes non encore achevées ainsi qu'un nouveau lot de lignes nouvelles, qui seront exploitées et payées par l’État. Ce rachat ne concerne par les lignes des Flandres (en particulier la Flandre-Occidentale) et le carrefour ferroviaire de Zelzate reste un bastion de la SGE jusqu'à sa désintégration.

### Rachat par l'État
La mauvaise gestion du groupe de Simon Philippart conduit à un manque chronique de liquidités compensé par des emprunts ainsi que l'obtention de nouvelles lignes à construire en France et en Belgique moyennant subvention, puis l'acquisition pure et simple de banques. De nombreuses lignes concédées sont soit livrées en retard sur les délais, soit non réalisées lorsqu'une série de faillites en cascade survient en 1877-1878. Le syndicat d'exploitation qui régissait les lignes restantes de la SGE dans les Flandres est démantelé et les compagnies concessionnaires choisissent soit d'être rachetées par l’État — c'est le cas des réseaux d'Eecloo-Anvers et Lokeren-frontière — tandis que d'autres reprennent leur indépendance. Parmi ces dernières, la Compagnie du Gand-Terneuzen, nantie d'une partie du personnel et du matériel de la défunte SGE, perdurera comme un exploitant privé jusqu'en 1930.
Entre-temps est survenue la Première Guerre mondiale, qui provoque la fermeture de la frontière hollandaise et voit la destruction en 1918 du pont de Zelzate, coupant la liaison ferroviaire vers le Pays de Waes jusqu'en 1928. En 1926, l'Administration des chemins de fer de l'État belge est devenue la SNCB.
Les trains de voyageurs entre Zelzate et les Pays-Bas sont supprimés le 15 avril 1939.
En 1940, le pont-bascule de Zelzate est à nouveau dynamité. La SNCB décide de ne pas le reconstruire au vu du trafic jugé trop faible, qui atteindra désormais la rive droite de Zelzate en venant de Saint-Gilles ou Lokeren. Jusqu'à l'abandon du service voyageurs sur la ligne 77 en 1952. La ligne 55A vers Eeklo est également fermée aux voyageurs à la même époque. Les trains de voyageurs entre Zelzate et Gand disparaissant le 11 septembre 1961.

### Ceinture ferroviaire de Gand
Le raccord à même le sol reliant les gares en cul-de-sac de Gand-Eecloo et Gand-Sud était peu commode à l'exploitation et seulement utilisable par des chevaux ou de petites locomotives tractant quelques wagons, il est remplacé en 1872 par la ligne de ceinture Est de Gand, entre le Dampoort et la bifurcation de Ledeberg. Cette ligne, toujours en utilisation, a été surhaussée vers 1910 et dans les années 1970.
La mise en service de la gare de Gand-Saint-Pierre en 1913 motive la création d'une deuxième boucle ferroviaire contournant Gand par l'Ouest. Retardée par la guerre, elle ouvre en 1923 aux voyageurs et 1928 pour les marchandises. Considérée comme une extension de la ligne 55, elle est fermée dès 1950 et démantelée. Un parc et un chemin ont remplacé les rails.

### Changements de tracé
L’élargissement du canal de Terneuzen réalisé vers 1904 impose le ripage de la ligne sur un nouveau tracé au niveau de la gare de Terdonk-Kluizen qui est démolie et reconstruite aux frais de l’État.
Le gabarit du Canal Gand-Terneuzen, agrandi au cours du temps, se montrant à nouveau insuffisant, la Belgique et les Pays-Bas débutent un nouvel élargissement dans les années 1960.
À Zelzate, où le canal traversait la ville, il est décidé de contourner par la gauche la municipalité, coupant en deux points le tracé de la ligne 55 qui doit être redirigée, provoquant l’abandon de la gare de Zelzate. La nouvelle section comprenant une gare marchandises en face de Zelzate est mise en service en 1965. Afin de desservir les nombreuses industries qui s'installent sur la rive droite est construite la ligne industrielle 204.
Une petite section autour de l'ancienne gare de Zelzate, à nouveau reliée à la ligne 77 grâce à l'assèchement du vieux canal, sera d'ailleurs utilisée entre 1965 et 1990 pour desservir une usine de goudron.
Aux Pays-Bas, la ligne croise toujours le canal via un nouveau pont (routier et ferroviaire) entre Sluiskil et Terneuzen.
En 2002 survient une nouvelle modification, cette fois-ci à la sortie de Gand. Afin de creuser le Kluizendok, un bassin accessible aux navires de haute mer, l'ancien tracé doit être remplacé par une déviation entre le pont sur le canal périphérique de Gand et le village de Rieme. Une partie de la ligne d'origine est néanmoins maintenue pour la desserte d'usines à Langerbrugge. Cette section est dénommée ligne 55A, l'ancienne ligne 55A de Zelzate à Eeklo ayant disparu de longue date.

## Caractéristiques
Longue de 42 km au moment de sa construction (20 entre Wondelgem et Zelzate et 22 jusque Terneuzen), elle est prolongée de 8,6 km par la ligne de ceinture Ouest dans les années 1920.
La fermeture de la ligne de ceinture et les nombreuses modifications apportées au tracé entre 1904 et 2002 ont modifié la longueur totale de la ligne.
Au moment de sa construction, la ligne possède cinq stations en Belgique : Terdonck-Cluysen, Langerbrugge, Ertvelde et Zelzate. Aux Pays-Bas se trouvent la station de Sas-Van-Gent, les haltes de Philippine et Sluiskil-Brug ainsi que deux gares : Sluiskil et Terneuzen, communes avec le Chemin de fer Malines-Terneuzen (leurs bâtiments dateraient d'ailleurs de 1871).